# Сичкарёва, Людмила Александровна
Людмила Александровна Сичкарёва (6 сентября 1937, Алма-Ата — 24 апреля 2021, Смоленск) — советская и российская театральная актриса, народная артистка Российской Федерации (2006), актриса Смоленского академического драматического театра имени А. С. Грибоедова (1964—2021).

## Биография
Родилась 6 сентября 1937 года в городе Алма-Ата Казахской ССР.
В 1961 году завершила обучение и получила театральное образование, окончив студию при Красноярском драматическом театре им. А. С. Пушкина. Начала свою актёрскую жизнь в Новокузнецком драматическом театре.
С 1964 года служила на сцене Смоленского академического драматического театра. Более 55 лет Людмила Александровна трудилась на сцене одного театра в городе Смоленске.
Сичкарёва — актриса широкого профиля. Ей удавались и комедийные роли, наполненные откровенным фарсом, и тонкие психологические амплуа. В её большой актёрской биографии — более 150 ролей, главных и эпизодических.
Воспитала дочь.
Скончалась Людмила Сичкарёва 24 апреля 2021 года в Смоленске на 84-м году жизни.

## Награды
- Народная артистка Российской Федерации (29.05.2006).
- Заслуженная артистка РСФСР (13.05.1991).
- Почётная грамота Смоленской областной Думы (2010).

## Работы в театре
Смоленский драматический театр имени А. С. Грибоедова — театральная работа
- роль Сверчковой — «Аккомпаниатор», А. Галин;
- роль Контессы Лукреции Санциани — «Контесса, или Радость бытия», М. Дрюон;
- роль Госпожи Пернель — «Тартюф», Ж.-Б. Мольер;
- роль Виолетты Десинь — «Супница», Р.Ламуре;
- роль Аграфены Кондратьевны — «Свои люди», А. Н. Островский;
- роль Старухи Хлёстовой — «Горе от ума», А. С. Грибоедов;
- роль Бабы-Яги — «Приключения Красной Шапочки», Ю. Ким;
- роль Попадьи — «Простое средство», В. И. Ольшанский;
- роль Мадам Аркати — «Неугомонный дух», Н. Коуард;
- роль Тётки — «Одна абсолютно счастливая деревня», Б. Вахтин, А. Ледуховский;
- роль Шабловой — «Поздняя любовь», А. Н. Островский;
- роль Бабушки — «Снежная королева», Е.Шварц;
- роль Мавры Тарасовны — «Правда — хорошо, а счастье — лучше», А. Н. Островский;
- роль Тимофеевны — «Нас поцелует рассвет», В. Остров;
- роль Бабы Оли — «Антикризисная комедия», А. Мардань;
- роль Говорящего Сверчка — «Буратино» по А. Н. Толстому;
- роль Хосефы — «Дом Бернарда Шоу» Ф. Г. Лорки;
- роль Маргариты Вернье — «Загадки дома Вернье»;
- роль Варвары Ивановны Долговой — «Касатка» А. Н. Толстого;
- роль Антиповны — «Девки, в круг!» Н. А. Семёновой;
- роль Бабки Фени — «Арестуй меня, потом я тебя…» В. Котенко;
- роль Бальзаминовой — «За чем пойдёшь, то и найдёшь…» А. Н. Островского;
- роль Попадьи — «Простое средство» по произведениям Н. С. Лескова;
- роль Серафимы Ильиничны — «Самоубийца» Н. Эрдмана;
- роль Марины — «Дядя Ваня» А. П. Чехова;
- роль Елены — «Дети Ванюшина» С. Найдёнова;
- роль Судьбы — «Над крыльцом семь звёздочек» Н. Семёновой;
- роль Памелы Кронки — «Дорогая Памела, или Как нам пришить старушку» Дж. Патрика;
- роль Софьи Ивановны — «Пока она умирала» Н. Птушкиной.

## Фильмография
Людмила Сичкарёва имеет одну работу в кино:
- 2004 — «Курсанты» (сериал), эпизод.